# هامون‌بازها
هامون‌بازها فیلم مستندی از مانی حقیقی است که در آن به پشت صحنهٔ فیلم سینمایی هامون (به کارگردانی داریوش مهرجویی) چگونگی شکل‌گیری آن و علاقه‌مندان به آن می‌پردازد.
همچنین محمد رحمانیان بر اساس این فیلم یک نمایش تئاتر اجرا کرد.